# Fák jú, Tanár úr!
A Fák jú, Tanár úr! (eredeti cím: Fack ju Göhte) 2013-ban bemutatott német filmvígjáték, melyet Bora Dagtekin írt és rendezett. A főszerepet Elyas M’Barek és Karoline Herfurth alakítja.

## Rövid történet
Egy volt fegyenc egyik korábbi rablásából származó pénzt olyan helyre rejtette, ahol most középiskola van, így segédtanárként oda megy dolgozni.

## Cselekménye
|  | Alább a cselekmény részletei következnek! |

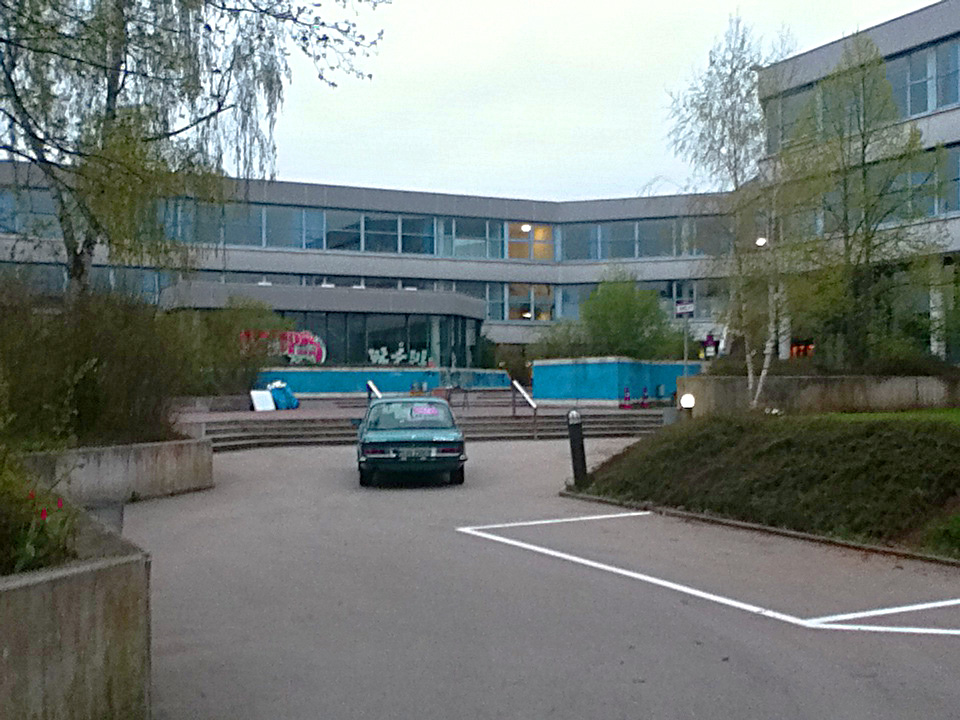
A filmben szereplő iskola (Lise-Meitner-Gymnasium Unterhaching)

Zeki Müller bankrabló nemrég szabadult a börtönből, ahol 13 hónapos büntetését töltötte. Kiszabadulásakor elmegy megkeresni a pénzét, amit lopott, hogy vissza tudja fizetni az adósságot, amivel tartozik egy bártulajdonosnak. Prostituált ismerős barátnője elásta a pénzt egy építkezési területen és okostelefonján elmentette annak GPS-koordinátáit. Zeki börtönbüntetése alatt azonban az építkezést befejezték, és a pénz most a Goethe Gesamtschule iskola sportcsarnoka alatt van valahol. Annak érdekében, hogy visszaszerezze a pénzt, Zeki jelentkezik, mint gondnok, mivel nemrégiben elhunyt az iskola kurátora. Az igazgatónő tévedésből kisegítő tanárnak alkalmazza, mert abból is hiány van. Zeki beszélgetést kezdeményez az egyik fiatal tanárnő lakásán a „tanterv”-ről, azonban a nő teájába altatót csepegtet, amitől az azonnal elalszik, így le tudja másolni a diplomáját, amire a saját nevét írja (valójában a középiskolát sem járta végig). A nő hamarosan rájön erre, és megzsarolja a férfit, hogy vállalja el a 10 b osztály tanítását, amit egyik tanár sem akar vállalni, mert a tanulók antiszociálisak és bunkók. Előzőleg a tanárnő 10 percet sem bírt ki az osztályban, ahol durva vicceket követtek el vele szemben. Zeki is megkapja első alkalommal a maga adagját a diákoktól, például ragadós, sötét folyadék ömlik rá a szekrény tetejéről, a székét ragasztóval kenték be, ezért a nadrágja hozzáragad, és amikor menekülőre fogja a dolgot, rájön, hogy a kocsijában tollpihék szálldosnak, amik ráragadnak. Másnap azonban a diákokat hasonló durva módszerekkel szoktatja móresre: például az udvaron lófráló diákokat paintball puskával lelövi. Őszintén elmondja nekik, hogy ez egy reménytelen osztály, amit egyik tanár sem vállalt el, ezért ő azt csinálhat velük, amit akar, mert senki nem fog szót emelni a módszerei ellen. Később megenyhül, mivel csak nyugalmat szeretne, ezért a diákoknak minden nap egy-egy DVD-filmet kell bevinniük órára, amit közösen megnéznek, de ezek anyagával az órákon eleinte nem nagyon foglalkoznak, de később mégis dolgozatot kell írniuk róluk (például Jurassic Park).
Zeki éjszakánként hatalmas technikai apparátus bevetésével titokban próbálja kiásni a pénzt, napközben pedig drasztikus, bár hatékony módszerekkel igyekszik megnevelni a 10/b rakoncátlan diákjait. Pedáns kolléganője, Lisi elítéli a férfi radikális pedagógiai fogásait, de azon kapja magát, hogy beleszeret, sőt még segít is neki előásni valamit, ami jóval többet ér a pénznél – Zeki erkölcsi integritását.
Zeki ugyanis ráébred, hogy „diákjai” hasonló cipőben járnak, mint ő valamikor, amikor árva gyerekként a bűnözés volt számára az egyetlen járható út. Két diákja írásában azt olvassa, hogy az iskola után drogdílerek akarnak lenni. Ezért rendhagyó kirándulást szervez: közösen elmennek az osztállyal egy lepusztult, heroinfogyasztó drogos lakására, aki a saját hányásában fetreng és csótányok szaladgálnak körülötte. Majd egy neonáci lakására mennek, aki éppen alszik. A félelmetes környezetben a diákok nem akarják, hogy a neonáci felébredjen, ezért a tanár unszolására Danielnek kénytelen lesz elvállalni Rómeó és Júlia színdarabot ,amit az iskola fog előadni. A harmadik helyszín egy prostituált szüleinek a lakása, ahol szintén elkeserítőek a körülmények.
Zeki egy éjszakai graffiti-rajzoló akciót szervez, ami persze illegális, az őrök elüldözik őket. Az egyik vonat oldalán jelenik meg a felirat, ami a film eredeti német címe: Fack ju, Göhte. Zeki és Lisi érzelmileg közelebb kerülnek egymáshoz, amit a diákok is észrevesznek és Lisi iránt a rajztudása miatt is megnő a tiszteletük.
Zeki a Lisi által örökbe fogadott kamaszlány, Laura érzelmi életével is foglalkozik, először elviszi a sztriptízbárba, ahol a barátnője dolgozik, hogy a lány megjelenésén a frizura, a smink és a ruha lecserélésével javítsanak, majd aljas módszerrel elintézi, hogy Laura játszhassa el Júlia szerepét az iskolai színdarabban, mert abban az a fiú játssza Rómeót, aki tetszik neki.
A színdarab eredetileg Shakespeare: Rómeó és Júlia című darabja lett volna, de ennek szövegét Zeki ósdinak tartja, ezért a rendező otthagyja az egészet, ők pedig a darabot modernizálják, a szereplők rögtönzik a szöveget (az előadáson UV-fényt és a szereplők testén azt visszaverő festéket alkalmaznak).
Zeki hosszas ásás után végre megtalálja a pénzt, de előbb még egy időkapszulát is talál, ahol az iskola korábbi diákjai, köztük Lisi helyezett el személyes üzenetet az utókor számára. Zeki kifizeti a tartozását és a prostituáltnak pénzt ad, mert meg akarta csináltatni a melleit. Zeki azonban nem lesz boldog a pénztől és nem rohan el, ahogy eredetileg tervezte.
Lisi egy tornaóra alatt észreveszi, hogy a padlón egy nagy lyuk tátong, amikor egyik diákja majdnem beleesik. Lent találkozik Zekivel, és fejére olvassa, hogy bankrabló, aki becsapta és kihasználta őt, majd otthagyja.
Zeki magába roskad, leissza magát és úgy érzi, hogy számára csak a bűnözés marad. Egyik haverja fegyveres rablásba akarja belevinni, de az utolsó pillanatban Lisi felhívja és egy roboton keresztül beszél vele. Zeki nem hajtja végre a rablást, mert néhány fiatalabb diák megszólítja, ahogy a kocsiban ül.
Zeki valahogy ráveszi az osztályát, hogy tűzzenek ki maguk elé pozitív célokat, ami lelkesíti a diákokat és az osztály annyira jól teljesíti a felmérő feladatot, hogy az igazgatónő ragaszkodik Zeki további alkalmazásához, bár elmondják neki, hogy neki még érettségije sincs. Az igazgatónő a cél érdekében (hogy az iskola több anyagi támogatást kapjon), szemrebbenés nélkül hamisít neki egy érettségi papírt, így Zeki továbbra is taníthat, és szóbeli ígéretet tesz rá, hogy munka mellett elvégzi a főiskolát.

## Szereplők
| Szereplő           | Színész             | Magyar hang     |
| ------------------ | ------------------- | --------------- |
| Zeki Müller        | Elyas M’Barek       | Szabó Máté      |
| Lisi Schnabelstedt | Karoline Herfurth   | Balsai Móni     |
| Gudrun igazgatónő  | Katja Riemann       | Kovács Nóra     |
| Charlie            | Jana Pallaske       | Solecki Janka   |
| Burak              | Aram Arami          | Gacsal Ádám     |
| Zeynep             | Gizem Emre          | Csuha Borbála   |
| Daniel Becker      | Max von der Groeben | Czető Roland    |
| Chantal Ackermann  | Jella Haase         | Csifó Dorina    |
| Laura              | Anna Lena Klenke    | Laudon Andrea   |
| Caro               | Alwara Höfels       | Kis-Kovács Luca |

További magyar hangok: Sipos Eszter, Papucsek Vilmos, Penke Bence, Horváth Zsuzsa, Szórádi Erika, Kocsis Mariann, Stern Dániel, Pál Tamás, Kajtár Róbert, Ács Balázs, Bárány Virág, Béli Titanilla, Bercsényi Péter, Berkes Boglárka, Bogdán Gergő, Boldog Gábor, Bókai Mária, Bordás János, Csépai Eszter, Bor László, Czifra Krisztina, Formán Bálint, Dézsy Szabó Gábor, Győriványi Laura, Hábermann Lívia, Hermann Lilla, Károlyi Lili, Koller Virág, Lovas Dániel, Mohácsi Nóra, Seres Dániel, Sarádi Zsolt, Tóth Szilvia